# Changesonebowie
Changesonebowie is het eerste goedverkopende compilatiealbum van de Britse muzikant David Bowie, uitgebracht in 1976.
Op het album staan nummers van het album David Bowie uit 1969 tot Station to Station uit 1976 en is de eerste LP waarop het nummer "John, I'm Only Dancing" staat. Een zogeheten "sax-versie" van dit nummer, opgenomen tijdens de sessies voor Aladdin Sane uit 1973, staat op de eerste 1000 kopieën uit het Verenigd Koninkrijk. Op latere versies van het album, plus alle LP's uit de Verenigde Staten, staat de originele versie van dit nummer.
De nummers "Ziggy Stardust" en "Suffragette City" waren voor de release van het album nooit uitgebracht op single, alhoewel het eerste nummer verscheen op de B-kant van de single "The Jean Genie" en de laatste in juli 1976 op single werd uitgebracht ter promotie van dit compilatiealbum.
In 2003 werd het album opgenomen in The 500 Greatest Albums of All Time van het magazine Rolling Stone op nummer 425.

## Tracklist
- Alle nummers geschreven door Bowie, tenzij anders genoteerd.

1. "Space Oddity" (van David Bowie, 1969) – 5:14
2. "John, I'm Only Dancing (Sax Version)" (non-album single, 1972) – 2:43
3. "Changes" (van Hunky Dory, 1971) – 3:33
4. "Ziggy Stardust" (van The Rise and Fall of Ziggy Stardust and the Spiders from Mars, 1972) – 3:13
5. "Suffragette City" (van Ziggy Stardust) – 3:25
6. "The Jean Genie" (van Aladdin Sane, 1973) – 4:03
7. "Diamond Dogs" (van Diamond Dogs, 1974) – 5:56
8. "Rebel Rebel" (van Diamond Dogs) – 4:30
9. "Young Americans" (van Young Americans, 1975) – 5:10
10. "Fame" (Bowie/John Lennon/Carlos Alomar) (van Young Americans) – 4:12
11. "Golden Years" (van Station to Station, 1976) – 3:59

## Musici
- David Bowie: zang, gitaar, keyboards, saxofoon, mondharmonica, Stylophone, Moog, mellotron, achtergrondzang
- Tim Renwick: gitaar op "Space Oddity"
- Mick Wayne: gitaar op "Space Oddity"
- Rick Wakeman: mellotron op "Space Oddity"
- Herbie Flowers: basgitaar op "Space Oddity", "Diamond Dogs", "Rebel Rebel"
- Terry Cox: drums op "Space Oddity"
- Mick Ronson: gitaar, piano, Moog, achtergrondzang op "John, I'm Only Dancing", "Changes", "Ziggy Stardust", "Suffragette City", "The Jean Genie"
- Trevor Bolder: basgitaar op "John, I'm Only Dancing", "Changes", "Ziggy Stardust", "Suffragette City", "The Jean Genie"
- Mick Woodmansey: drums op "John, I'm Only Dancing", "Changes", "Ziggy Stardust", "Suffragette City", "The Jean Genie"
- Tony Newmark: drums op "Diamond Dogs"
- Aynsley Dunbar: drums op "Rebel Rebel"
- Carlos Alomar: gitaar op "Young Americans", "Fame", "Golden Years"
- Earl Slick: gitaar op "Fame, "Golden Years"
- John Lennon: gitaar en achtergrondzang op "Fame"
- Mike Garson: piano, keyboards op alle nummers behalve "Space Oddity", "Golden Years"
- Roy Bittan: piano op "Station to Station"
- Willy Weeks: basgitaar op "Young Americans"
- Emir Ksasan: basgitaar op "Fame"
- George Murray: basgitaar op "Golden Years"
- Andy Newmark: drums op "Young Americans"
- Dennis Davis: drums op "Fame", "Golden Years"
- David Sanborn: saxofoon op "Young Americans"
- Pablo Rosario: percussie op "Young Americans"
- Larry Washington: percussie op "Young Americans"
- Ralph McDonald: percussie op "Fame"
- Ava Cherry, Robin Clark, Anthony Hinton, Diane Sumler, Luther Vandross: achtergrondzang op "Young Americans"
- Warren Peace: achtergrondzang op "Young Americans" en "Golden Years"
- Jean Millington, Jean Fineberg: achtergrondzang op "Fame"